# Церова Корія
Це́рова Корі́я (болг. Церова кория) — село у Великотирновській області Болгарії. Входить до складу общини Велико-Тирново.

## Населення
За даними перепису населення 2011 року у селі проживали 382 особи.
Національний склад населення села:
| Національність   | Кількість осіб | Відсоток |
| ---------------- | -------------- | -------- |
| болгари          | 347            | 95,3%    |
| турки            | 7              | 1,9%     |
| цигани           | 5              | 1,4%     |
| Всього відповіли | 364            |          |

Розподіл населення за віком у 2011 році:
Динаміка населення: